# Ornebius testaceus
Ornebius testaceus är en insektsart som beskrevs av Lucien Chopard 1913. Ornebius testaceus ingår i släktet Ornebius och familjen Mogoplistidae. Inga underarter finns listade i Catalogue of Life.